# Gemeiner Strauchdieb
Der Gemeine Strauchdieb (Neoitamus cyanurus (Loew, 1849), da ursprünglich in der Gattung Itamus beschrieben) ist eine weit verbreitete Raubfliegenart, deren Flugzeit in Mitteleuropa von Mai bis September reicht.

## Merkmale
Eindeutige Merkmale europäischer Neoitamus-Arten sind die stark nach vorne gewinkelten Haare hinter den Augen und der sehr lange Eiablegeapparat (Ovipositor) der Weibchen. Der Thorax und die ersten fünf Segmente des Hinterleibes dieser Art sind grau, wobei der Hinterleib auf der Oberseite braun bestäubt ist. Der Hinterleib ist gegenüber dem Thorax sehr schmal. Ab dem sechsten Hinterleibssegment ist die Färbung schwarzblau und glänzend. Dieser schwarzblaue Hinterleibteil ist bei den Weibchen zu einem Legebohrer verengt.
Die als Fangbeine dienenden Beine sind sehr lang und mit kurzen, verdickten Borsten besetzt.
Die Mundwerkzeuge sind etwa kopflang und als Stech- und Saugrüssel ausgebildet und von einem Bart aus Borsten umgeben.
Die drei in Mitteleuropa vorkommenden Neoitamus-Arten lassen sich am besten durch die Untersuchung der männlichen Genitalapparate unterscheiden. Die weiblichen Tiere kann man nur anhand der unterschiedlichen Verteilung der Mikrohaare auf den Flügeln als Arten ansprechen.

## Lebensweise
Die erwachsenen Tiere lauern meist an einem Baumstamm oder auf einer ähnlichen, erhöhten Warte auf vorbeifliegende Insekten, die sie dann im Flug mit den langen behaarten Vorderbeinen ergreifen. Die Beutetiere sind oft größer als der Gemeine Strauchdieb. Er hat ein sehr breites Beutespektrum. Dazu gehören beispielsweise Fliegen, Schnaken, Zikaden, Weichkäfer und viele mehr.
Die Larven entwickeln sich im Boden und ernähren sich dort von Insektenlarven.

## Lebensraum, Gefährdung, Schutz
Der Gemeine Strauchdieb ist eine im Vergleich zu anderen Raubfliegenarten häufige Art, die in weiten Teilen Mitteleuropas verbreitet ist. In der Literatur wird von einer Verbreitung in 17 europäischen Ländern berichtet. In Deutschland fehlen beispielsweise lediglich Nachweise im Saarland, wo die Art sehr wahrscheinlich auch vorkommt. In einigen Ländern, wie zum Beispiel Dänemark, steht die Art auf der Roten Liste. An ihren Lebensraum (Habitat) stellt die Art keine speziellen Ansprüche. Sie besiedelt neben Wäldern in deren unterschiedlichen Ausprägungen auch gehölzreiche Gärten und Parkanlagen.

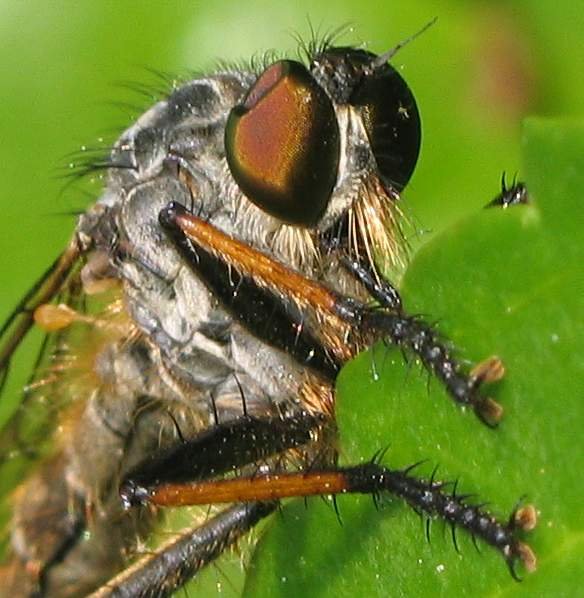
Detail eines Gemeinen Strauchdiebs (Neoitamus cf. cyanurus)
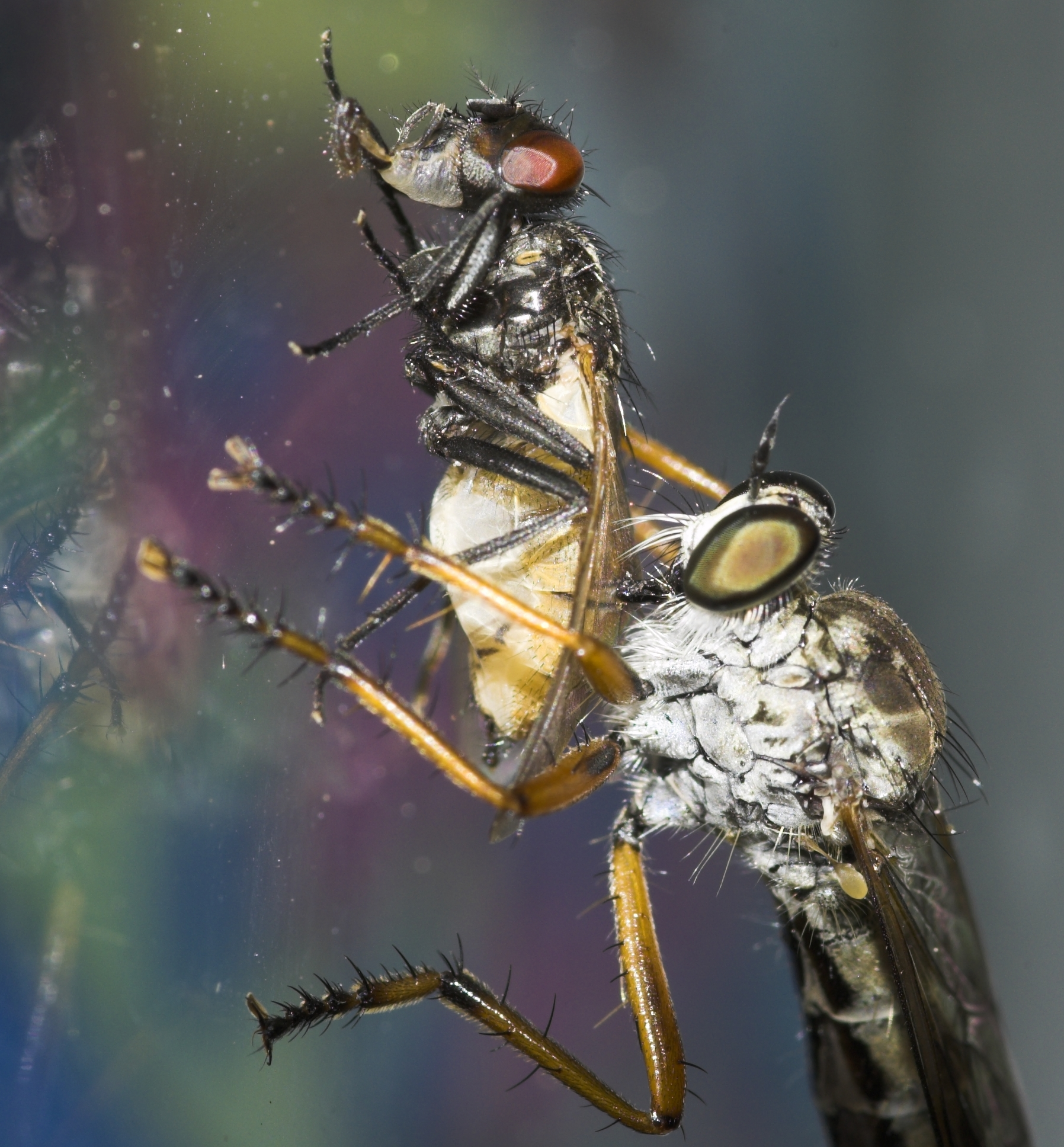
Der Gemeine Strauchdieb (Neoitamus cf. cyanurus) bei einer Fliegenmahlzeit
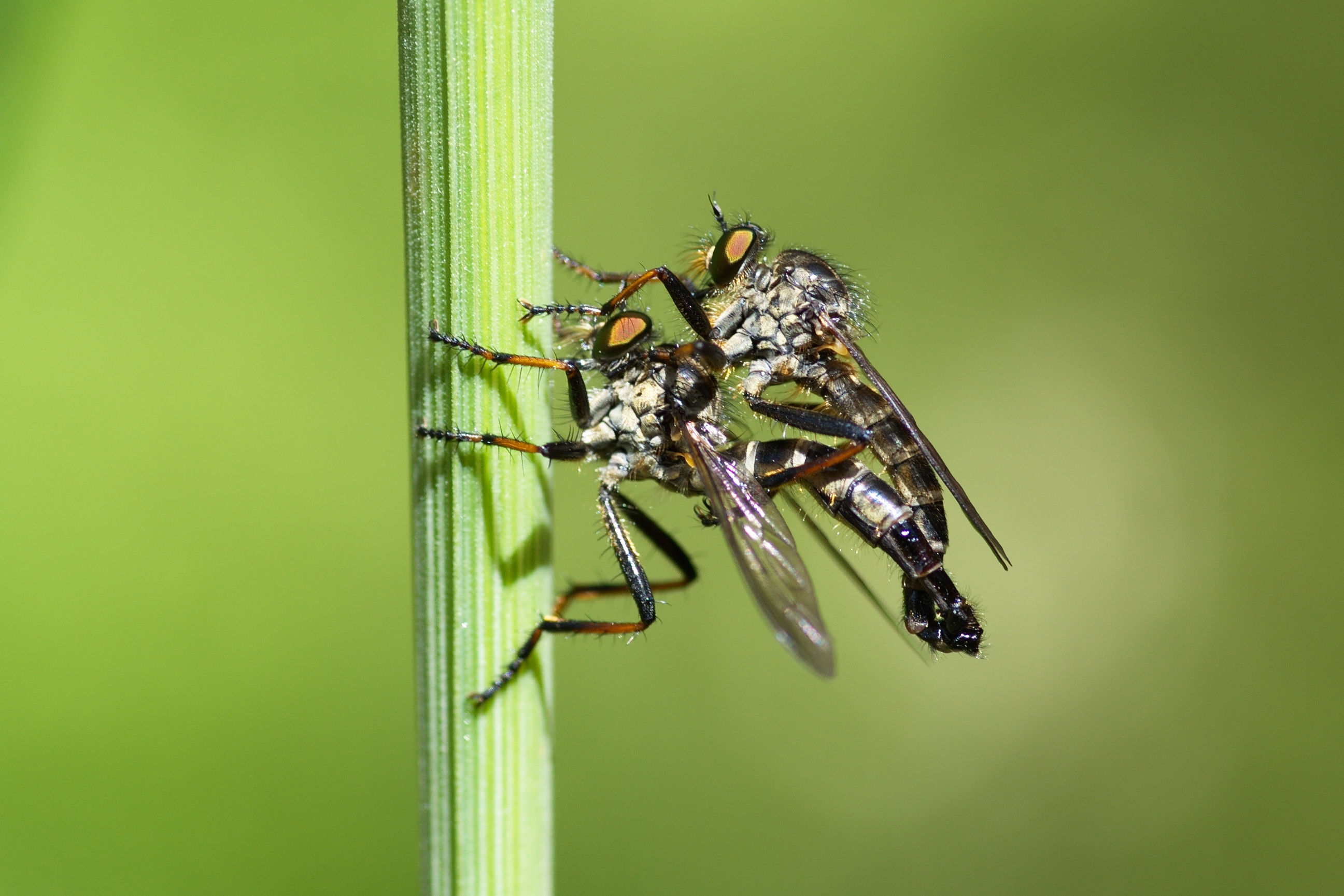
Der Gemeine Strauchdieb (Neoitamus cf. cyanurus) bei der Paarung